# Stuwadoorsknoop
De stuwadoorsknoop is een stopperknoop, die meestal aan het einde van een touw wordt gemaakt, om te voorkomen dat het uiteinde van het touw door de handen of door een opening schiet. De stuwadoorsknoop is dikker en makkelijker los te halen dan de nauw verwante achtknoop.

## Naamgeving
Er is onduidelijkheid over de herkomst van de naam van deze knoop. Veel bronnen, waaronder The Ashley Book of Knots, suggereren dat deze knop gebruikt werd door stuwadoors bij het beladen en ontladen van schepen. Zij hijsen lading met behulp van grote katrollenblokken, en daarbij moet voorkomen worden dat het touw-uiteinde uit het blok schiet.
Echter, in het handboek The Art of Knotting & Splicing wordt beschreven dat de C.W. Hunt Company rond 1890 touw verkocht onder de naam 'Stevedore', en dat de knoop deze naam kreeg als gevolg van merkvervaging.

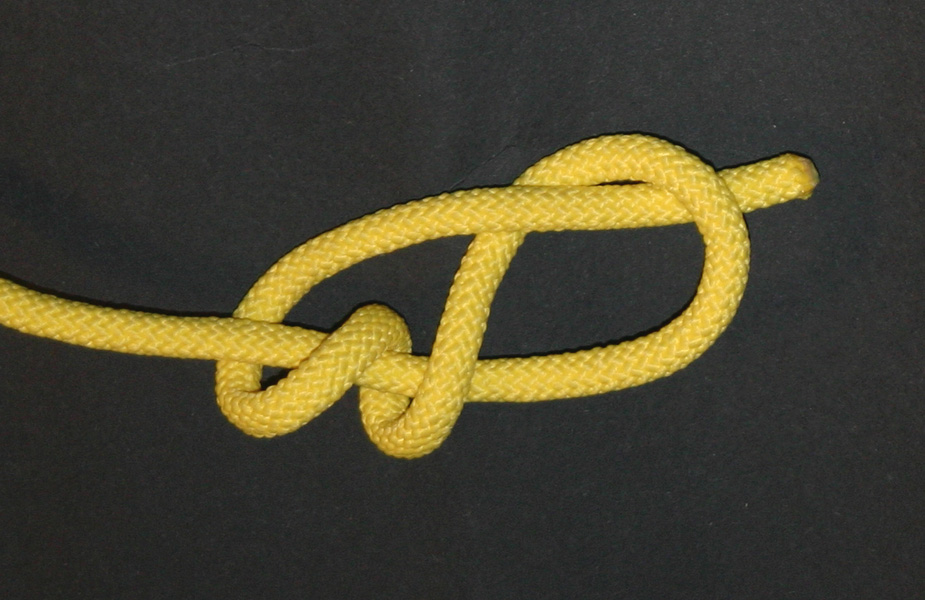
De stuwadoorsknoop voordat hij strakgetrokken wordt.